# Rafaâ Chtioui
Rafaâ Al-Chtioui (em árabe: رافع الشتيوى; nascido em Sfax, 26 de janeiro de 1986) é um ciclista tunisiano que compete na categoria UCI Continental para a equipe Skydive Dubai Pro Cycling.
Chtioui representou sua nação durante os Jogos Olímpicos de Pequim 2008, na prova de corrida em estrada.

## Resultados[1]
| Jogos       | Idade | Evento             | Equipe/país | Terminou |
| ----------- | ----- | ------------------ | ----------- | -------- |
| Pequim 2008 | 22    | Corrida em estrada | Tunísia     | 86       |